# アンナライン・クリエル
アンナライン・クリエル(Anneline Kriel、1955年7月28日 - )は、南アフリカ共和国のモデル・女優。ミス・ワールド1974準優勝。名前のカタカナ表記は株式会社共同通信イメージズに従う。

## 経歴
1955年7月28日、ハウテン州プレトリアに生まれる。二人の兄弟姉妹を持つ。
ムプマランガ州ンカンガラ郡の鉱山都市ヴィットバンクに育つ。ジェネラル・ヘルツォーク・ハイスクール（Hoërskool Generaal Hertzog）卒業。
プレトリア大学入学。演劇を学ぶ。在学中に"Miss South Africa"優勝。ミス・ワールドの出場権を得る。
1974年、ミス・ワールド準優勝。このとき優勝したヘレン・モーガンはタイトルを返上したため繰り上げでミス・ワールドとなるチャンスが巡ってきた。最初彼女はそれを受け取るべきか自信はなかった。オランダ改革派の牧師（priest）になるべく訓練を受けていた当時のボーイフレンドは反対した（後に別れる）。
ミスとしての任務を果たすため世界各国を歴訪するのだが、南アフリカ共和国のアパルトヘイト政策に対する反発により、米国・オーストラリアでは彼女の入国を拒絶した。その他いくつかの国も安全を保障できないと抗議。祖国に帰ると大歓迎を受けたが、彼女の父は貧しくてテレビを買えず、電気店でインタビューを見た。 

### その後
1981年、シングル"He Took Off My Romeos"をリリース。その他、アフリカーンス語の映画や国際映画"Kill and Kill Again"に出演。
また、ミス・ワールドの経歴を生かして5年間ファッションモデルとしてイタリアで働く。"Johnny Casablanca Model Management Agency"のもと、ニューヨークとパリでも働く。
現在、現在、ストリートチルドレンと一緒に働くチャリティー活動を行う。

### 作品
| 年   | タイトル                          | 役                | 備考           |
| ---- | --------------------------------- | ----------------- | -------------- |
| 1974 | Somer                             | Linda du Preez    | 映画           |
| 1976 | Storieboekmoord                   |                   | テレビシリーズ |
| 1978 | Iemand Soos Jy                    | Roelien Allman    | 映画           |
| 1981 | Kill and Kill Again               | Kandy Kane        | 映画           |
| 1981 | Oh George                         | Amanda            | テレビシリーズ |
| 1984 | The Wrong time of the Year        |                   | 舞台           |
| 1985 | The Marriage-Go-Round             |                   | 舞台           |
| 1985 | Van der Merwe PI                  | Angel Labuschagne | 映画           |
| 1985 | Skoppensboer                      | Hedda Steger      | テレビシリーズ |
| 1987 | Ballade vir n Enkeling 1st Season | Alicia Francke    | テレビシリーズ |
| 1989 | The Tangent Affair                | Venetia Tangent   | 映画           |
| 1990 | Reason to Die                     | Lena Wallace      | 映画           |
| 2017 | Half uur met Hanlie               | Herself           | テレビ         |
| 2019 | Tussen Ons                        | Herself           | テレビ         |

## 私生活とゴシップ
1976年3月、彼女のヌード写真がメディアに流出し、The Sunday Times紙の1面に掲載される。当時の交際相手Richard Loringと一緒に裸で写っていた。これはRoy Hilligennが撮影し、英国の新聞に10万ラントで売ったものである。
1980年、ニューヨークから祖国に戻り、ホテル産業とリゾート産業のビジネスマン・Sol Kerznerと結婚。1985年、離婚。
1985年、Philip Tuckerと結婚、2子を儲ける。1994年、離婚。
1997年、最初の夫の元弟子であるPeter Baconと結婚、モーリシャスに移る。

## その他
ミス・ワールドの民族衣装の審査で着用していた有名なドレス（クルーガーラントがたくさん縫い付けられたもの）は、2017年、西ケープ州ケープタウンの"Prins and Prins Diamonds Museum of Gems & Jewellery"で展示された。また、イブニングドレスの審査で着用していた衣装は2018年、同博物館で展示された。